# Diocesi di San Angelo
La diocesi di San Angelo (in latino: Dioecesis Angeliana) è una sede della Chiesa cattolica negli Stati Uniti d'America suffraganea dell'arcidiocesi di San Antonio. Nel 2022 contava 119.935 battezzati su 810.896 abitanti. È retta dal vescovo Michael James Sis.

## Territorio
La diocesi comprende 29 contee del Texas centro-occidentale, negli Stati Uniti d'America: Andrews, Brown, Callahan, Coke, Coleman, Concho, Crane, Crockett, Ector, Glasscock, Howard, Irion, Kimble, Martin, McCulloch, Menard, Midland, Mitchell, Nolan, Pecos, Reagan, Runnels, Schleicher, Sterling, Sutton, Taylor, Terrell, Tom Green e Upton.
Sede vescovile è la città di San Angelo, dove si trova la cattedrale del Sacro Cuore (Cathedral of the Sacred Heart).
Il territorio si estende su 96.951 km² ed è suddiviso in 45 parrocchie.

## Storia
La diocesi è stata eretta il 16 ottobre 1961 con la bolla Qui Dei consilio di papa Giovanni XXIII, ricavandone il territorio dalle diocesi di Amarillo, di Austin, di Dallas-Fort Worth (oggi divisa nelle diocesi di Dallas e di Fort Worth) e di El Paso.
Il 29 settembre 1964, con la lettera apostolica Pulchra appellatione, papa Paolo VI ha proclamato San Michele Arcangelo patrono principale della diocesi, e San Pio X patrono secondario.
Il 25 marzo 1983 ha ceduto una porzione del suo territorio a vantaggio dell'erezione della diocesi di Lubbock.
La diocesi è stata citata in giudizio da una vittima di abusi, durati per sei anni, da parte del sacerdote David Espitia, il quale si è suicidato nel 2003; la vittima accusava la diocesi e il vescovo Michael David Pfeifer di essere a conoscenza del pericolo costituito da Espitia per i bambini, in quanto le sue attività sarebbero state riferite dai parrocchiani sin dal 1995, ma di non aver mai fatto nulla per fermarlo. La diocesi e la vittima hanno raggiunto un accordo extra-giudiziario per un ammontare non rivelato nel novembre 2011.

## Cronotassi dei vescovi
Si omettono i periodi di sede vacante non superiori ai 2 anni o non storicamente accertati.
- Thomas Joseph Drury † (30 ottobre 1961 - 19 luglio 1965 nominato vescovo di Corpus Christi)
- Thomas Ambrose Tschoepe † (12 gennaio 1966 - 27 agosto 1969 nominato vescovo di Dallas)
- Stephen Aloysius Leven † (20 ottobre 1969 - 24 aprile 1979 dimesso)
- Joseph Anthony Fiorenza † (4 settembre 1979 - 6 dicembre 1984 nominato vescovo di Galveston-Houston)
- Michael David Pfeifer, O.M.I. (31 maggio 1985 - 12 dicembre 2013 ritirato)
- Michael James Sis, dal 12 dicembre 2013

## Statistiche
La diocesi nel 2022 su una popolazione di 810.896 persone contava 119.935 battezzati, corrispondenti al 14,8% del totale.
| anno | popolazione | popolazione | popolazione | presbiteri | presbiteri | presbiteri | presbiteri                | diaconi | religiosi | religiosi | parrocchie |
| anno | battezzati  | totale      | %           | numero     | secolari   | regolari   | battezzati per presbitero | diaconi | uomini    | donne     | parrocchie |
| ---- | ----------- | ----------- | ----------- | ---------- | ---------- | ---------- | ------------------------- | ------- | --------- | --------- | ---------- |
| 1966 | 59.105      | 600.000     | 9,9         | 73         | 43         | 30         | 809                       |         |           | 16        | 35         |
| 1970 | 53.850      | 625.000     | 8,6         | 68         | 44         | 24         | 791                       |         | 24        | 70        | 38         |
| 1976 | 66.850      | 556.961     | 12,0        | 61         | 32         | 29         | 1.095                     |         | 29        | 50        | 50         |
| 1980 | 76.738      | 556.971     | 13,8        | 62         | 36         | 26         | 1.237                     | 63      | 26        | 38        | 50         |
| 1990 | 68.294      | 674.500     | 10,1        | 68         | 38         | 30         | 1.004                     | 45      | 31        | 36        | 49         |
| 1999 | 82.008      | 715.375     | 11,5        | 66         | 48         | 18         | 1.242                     | 36      |           | 36        | 49         |
| 2000 | 84.900      | 699.834     | 12,1        | 53         | 33         | 20         | 1.601                     | 40      | 20        | 34        | 49         |
| 2001 | 82.600      | 699.834     | 11,8        | 51         | 33         | 18         | 1.619                     | 40      | 18        | 30        | 50         |
| 2002 | 82.522      | 683.043     | 12,1        | 56         | 38         | 18         | 1.473                     | 38      | 18        | 28        | 49         |
| 2003 | 89.372      | 682.945     | 13,1        | 57         | 37         | 20         | 1.567                     | 35      | 20        | 30        | 49         |
| 2004 | 82.734      | 673.801     | 12,3        | 56         | 40         | 16         | 1.477                     | 35      | 16        | 23        | 49         |
| 2012 | 85.500      | 619.000     | 13,8        | 57         | 45         | 12         | 1.500                     | 81      | 16        | 23        | 47         |
| 2014 | 88.900      | 629.000     | 14,1        | 65         | 55         | 10         | 1.367                     | 82      | 13        | 19        | 46         |
| 2016 | 83.265      | 773.419     | 10,8        | 59         | 53         | 6          | 1.411                     | 77      | 11        | 24        | 45         |
| 2017 | 85.252      | 796.935     | 10,7        | 62         | 55         | 7          | 1.375                     | 73      | 10        | 28        | 45         |
| 2020 | 87.500      | 809.525     | 10,8        | 66         | 56         | 10         | 1.325                     | 75      | 16        | 16        | 45         |
| 2022 | 119.935     | 810.896     | 14,8        | 63         | 54         | 9          | 1.903                     | 71      | 12        | 14        | 45         |